# Halál a Níluson (film, 2004)
A Halál a Níluson az Agatha Christie: Poirot című televíziós sorozat kilencedik évadának harmadik epizódja. Eredetileg 2004. április 12-én vetítették, Magyarországon 2004. október 2-án mutatták be. A főbb szerepekben David Suchet, Emma Griffiths Malin, JJ Feild, és Emily Blunt láthatók, akik közül utóbbinak ez volt az első komolyabb filmes szerepe.
Ebben a közismert történetben Hercule Poirot egy egyiptomi utazáson vesz részt, ahol egy dúsgazdag örökösnőt és férjét üldözi annak korábbi menyasszonya. Miután gyilkosság történik az út során, kiderül, hogy valamennyi utastársnak van titkolnivalója.

## Cselekmény
Poirot éppen Egyiptomban nyaral és készül felszállni a Karnak nevű hajóra, amely Shellal városából Vádi-Haifába tart a Níluson. Az út előtt felkeresi őt Linnet Doyle, aki szeretné megkérni arra, hogy beszélje rá egykori barátnőjét, Jacqueline de Bellefort-t, aki folyton a nyomukban jár, hogy ne üldözze őket. Linnet ugyanis nemrég hozzáment Jacqueline exvőlegényéhez, Simon Doyle-hoz, és a nő ezt szemlátomást képtelen elviselni. Poirot megkísérel közbenjárni, sikertelenül. Simon és Linnet titokban indulnak tovább, hogy megelőzzék Jacqueline-t, de a nő valamiért tud a trükkjükről, és már ő is ott van a hajón. Az utastársak között ott van Louise Bourget (Linnet szobalánya), Andrew Pennington (a nő vagyonkezelője), Salome Otterbourne (romantikus regényíró) és Rosalie nevű lánya, Tim Allerton és anyja, Marie Van Schuyler (amerikai mágnásnő) és Cornelia Robson nevű unokahúga, Mr. Ferguson (kommunista, de valójában egy dúsgazdag lord), és az osztrák orvos Dr. Bessner.
A hajó útja során megáll Abu Szimbelben, ahol Linnetet kis híján agyonüti egy lezuhanó szikla. A gyanú Jacqueline-re terelődik. Itt csatlakozik a társasághoz Race ezredes, Poirot régi ismerőse. Aznap este a hajó szalonjában Jacqueline kifejezi keserűségét Simon irányába, és tanúk jelenlétében hirtelen indulatból lábon lövi a férfit. Azonnal megbánja, amit tett, és a fegyvert odébb rúgja. Sokkos állapotba kerül, ezért felkísérik a szobájába, míg Simont Dr. Bessner szobájába viszik ellátása céljából. Másnap döbbenten veszik észre, hogy Linnettet valaki megölte az éjszaka, éjfél és 2 óra között egy tarkólövéssel. Ha ez még nem lenne elég, Jacqueline pisztolya eltűnik, valamint Linnet értékes gyöngysora is. A hajó személyzete kihalásztatja a pisztolyt, amit egy stólába tekertek, melyet Marie Van Schuylertől loptak el előző nap. A pisztolyból két lövést adtak le.
Miközben Louise-t, a szobalányt hallgatja ki Simon gyengélkedőjében, feltűnik Poirot-nak, hogy a nő milyen furcsán viselkedik, és hogy Simon milyen ingerülten próbálja nyugtatgatni. Miután bejelentik a gyöngysor eltűnését, Cornelia elviszi Poirot-nak azt, állítva, hogy Van Schuyler kleptomániás. Csakhamar kiderül, hogy a gyöngysor közönséges hamisítvány. A nyomozás ürügyén valamennyi utas szobáját átkutatja, és ekkor talál Linnet szobájában két üveg körömlakkot, melyek közül az egyik gyanús lesz. Hamarosan holtan találják Louise-t, valaki leszúrta. Hamarosan Mrs. Otterbourne szalad Poirot-hoz, azt állítva, hogy tudja, ki volt a tettes, amin Simon meglepődik. De mielőtt elmondhatná bárkinek is, valaki lelövi őt a kabinon kívülről. Poirot úgy véli, kezd összeállni a kép.
Először konfrontálódik Penningtonnal, meggyanúsítva a férfit azzal, hogy ő lökte a sziklát Linnetre – indítékként azt jelölve meg, hogy ő is spekulált az örökösnő vagyonára, amit immár nem kell kezelnie, hiszen férjhez ment, és így elesett mindentől. Pennington tagadja, hogy bárkit is meg akart volna ölni, még úgy is, hogy az ő fegyveréből adták le a gyilkos lövést Mrs. Otterbourne-ra. Ezután visszaszerzi Tim Allertontól az eredeti nyakláncot – mint kiderül, a férfi és Rosalie vették el és helyettesítették egy hamisítvánnyal, azzal a szándékkal, hogy az eredetit értékesítik busás haszonnal.
Ezután Poirot összegyűjti az utasokat a hajón, és felfedi előttük, hogy a gyilkos nem más, mint Simon. De nem egyedül tette, hanem Jacqueline segítségével, akivel még mindig szeretik egymást. Simon csak azért vette el Linnettet, hogy megszerezze a pénzét. Aznap este Jacqueline lövése szándékosan mellément, Simon a körömlakkos üvegben tárolt vörös tintával imitálta, hogy meglőtték. Miközben a többiek felkísérték a nőt a szobájába, Simon magához vette a félrerúgott pisztolyt, felrohant Linnet szobájába és lelőtte a feleségét – majd a vérével felírt egy J betűt a falra. Ezután visszament, és az ellopott stólát hangtompítóként használva ténylegesen lábon lőtte magát, majd kicserélte a tölténytárat, hogy úgy tűnjön, csak két lövést adtak le (a golyónyom azonban megmaradt, ez árulta el). Louise-t és Mrs. Otterbourne-t Jacqueline ölte meg, méghozzá azért, mert attól féltek, le akarják leplezni őket. Louise ténylegesen látta is, hogy mi történt, és pénzt kért a hallgatásáért, ennek számolása közben ölték meg. Mrs. Otterbourne pedig azt látta, hogy valaki bemegy Lousie kabinjába, őt lőtték le Perrington pisztolyával.
Az út végén Poirot átadja Simont és Jacqueline-t a hatóságoknak. A nő azonban búcsúzkodás közben lelövi Simont, majd magával is végez, így menekülve a halálos ítélet elől. Poirot sejtelmesen felfedi, hogy tudott arról, hogy a nőnek van még egy pisztolya, de hallgatott róla, hogy megadja a lehetőséget, hogy végezzen magával.

## Szereplők
| Szereplő                | Színész              | Magyar hang         |
| ----------------------- | -------------------- | ------------------- |
| Hercule Poirot          | David Suchet         | Szersén Gyula       |
| Jacqueline de Bellefort | Emma Griffiths Malin | Szénási Kata        |
| Linnet Ridgeway         | Emily Blunt          | Csondor Kata        |
| Simon Doyle             | JJ Feild             | Pálmai Szabolcs     |
| Race ezredes            | James Fox            | Papp János          |
| Cornelia Robson         | Daisy Donovan        | Kiss Eszter         |
| Marie Van Schuyler      | Judy Parfitt         | Kassai Ilona        |
| Tim Allerton            | Daniel Lapaine       | Rajkai Zoltán       |
| Mrs. Allerton           | Barbara Flynn        | Bókai Mária         |
| Andrew Pennington       | David Soul           | Balázsi Gyula       |
| Mrs. Otterbourne        | Frances de la Tour   | Molnár Zsuzsa       |
| Rosalie Otterbourne     | Zoe Telford          | Pap Kati            |
| Mr. Ferguson            | Alastair McKenzie    | Barabás Kiss Zoltán |
| Dr. Bessner             | Steve Pemberton      | Szűcs Sándor        |
| Louise Bourget          | Félicité Du Jeu      | N/A                 |
| Joanna Southwood        | Elodie Kendall       | N/A                 |

## Forgatás
Az epizódot teljes egészében Egyiptomban vették fel, a Karnak hajó szerepét pedig a PS Sudan játszotta, amely az 1978-as filmadaptációban is a cselekmény helyszíne volt. A mű túlnyomórészt hűséges az eredeti novellához, apróbb különbségekkel:
- A műben szereplő Miss Bowers, Jim Fanthorp és Guido Richetti kimaradtak.
- Mivel Richetti kimaradt, ezért Race ezredes azért tart a társasággal, hogy Poirot-val utazhasson, nem azért, mert egy gyilkost keres.
- Linnet életére a templomnál törnek, Jacqueline pedig a közelben van ekkor is, nem a hajón, mint a műben.
- A filmben Tim és Rosalie nem szeretnek egymásba.

A filmben szereplő utalások alapján a cselekmény 1932-ben játszódik, mert Mr. Ferguson célozgat Adolf Hitler hatalomra kerülésére. Ugyanakkor Pennington csomagjain az SS Normandie jelzése szerepel és 1936-os hajóút.

## Fordítás
- Ez a szócikk részben vagy egészben  a   Death on the Nile című angol Wikipédia-szócikk ezen változatának fordításán alapul.  Az eredeti cikk szerkesztőit annak laptörténete sorolja fel. Ez a jelzés csupán a megfogalmazás eredetét és a szerzői jogokat jelzi, nem szolgál a cikkben szereplő információk forrásmegjelöléseként.